# Goldener Spatz 2013
Das 21. Deutsche Kinder-Medien-Festival „Goldener Spatz“ fand vom 26. Mai bis 1. Juni 2013 in Gera und Erfurt statt.

## Preisträger

### Preise der Kinderjury
- Kino-/Fernsehfilm: Das Haus der Krokodile (Buch und Regie: Cyrill Boss, Philipp Stennert)
- Kurzspielfilm, Serie/Reihe: Ketchup Kid (Regie: Patrick Vollrath)
- Information/Dokumentation: Schau in meine Welt!, Episode Die ockerroten Kinder vom Kaokoveld (Regie: Frank Feustle)
- Minis: Pieter the Pirate (Buch und Regie: Jan M. Gadermann)
- Unterhaltung: Party Check, Folge 1 (Regie: Priska Metten)
- Animation: Der Mondmann (Regie: Stephan Schesch)
- Bester Darsteller/-in: Enzo Gaier (für seine Rolle in Das Pferd auf dem Balkon)
- Regisseur zum besten Kino-/Fernsehfilm (Sonderpreis der Thüringer Staatskanzlei): Cyrill Boss, Philipp Stennert

### Online Spatzen
- Webseite: kindernetz.de/aktuell
- Onlinespiel: Die Wilden Kerle – Das Spiel: Werde Meister in der 8. Dimension

### Preise der Fachjury
- Bestes Vorschulprogramm: Ich kenne ein Tier: Schnecke (Regie: Andreas Hykade, Verena Fels)
- Preis des MDR-Rundfunkrates (für das beste Drehbuch): Milan Dor für Das Pferd auf dem Balkon
- Sonderpreis Goldener Spatz für Innovation: Die Nacht des Elefanten (Regie: Sandra Schießl)

### SPiXEL-Preise
- Kategorie Information/Dokumentation: Die ultimativen Tipps für den Umgang mit Mädchen (Jugendfilm e. V., Hamburg)
- Kategorie Animation: Harry Potter und der Legostein der Weisen / Teil III (Midas Kempcke, Hamburg)
- Kategorie Spielfilm: Vogel mit F oder V (Ferienworkshop mit dem Latücht – Film & Medien e. V., Neubrandenburg)